# Максим Сповідник
Макси́м Іспові́дник, преподобний, теж відомий як Максим Богослов грец. Μάξιμος ο Ομολογητής (580 Константинополь — 13 серпня 662) — християнський подвижник, неоплатонік, чернець, богослов; викладач у Константинопольській вищій школі. Опонент єресі монофелітів, коментатор «Ареопагітик», вбачав завдання людини у відновленні цілісності своєї природи і космосу. Критикуючи оригенізм, Максим Ісповідник стверджує співіснування душі й тіла, проте сам він не уник платонівських ухилів (ідея «логосів»).

## Біографія

### Ранній період
Відомості про ранні роки життя Максима досить обмежені. Прийнято вважати, що він народився і виріс в Константинополі в аристократичній християнській родині.. В юності вивчав філософію, риторику, граматику, праці древніх авторів, досконало оволодів богословською діалектикою. Набуті знання та здібності відкрили перед ним перспективи на державній службі, і він обійняв посаду першого секретаря імператора Іраклія.
Тверді погляди Максима виявились, коли уряд, опинившись перед загрозою арабо-іранського вторгнення, почав шукати підтримки єгипетських і сирійських християн-єретиків та прийняв компромісне з ними вчення монофелітизму. Очевидно, саме це стало головною причиною, через яку Максим через 3 роки служби покинув придворне життя та постригся у ченці монастиря Філіппіка у Хризополі — місті на протилежному від Константинополя березі Босфору (нині стамбульський район Ускюдар). Смиренний та благочестивий характер припали до душі братії монастиря, яка згодом обрала його своїм ігуменом.
Разом із учнем Анастасієм Максим перебрався до монастиря святого Георгія в Кізікосі. Там почав писати свої перші богословські книги.
Коли іранська армія зайняла територію Анатолії, Максим був змушений переїжджати на Крит, згодом на Кіпр. А тоді у 632 році переселився до Карфагену. Тут під опікою святого Софронія (майбутнього Єрусалимського патріарха) вивчає христологічні твори Григорія Богослова та Псвдо-Діонісія Ареопагіта. Поступово він сам стає відомим богословом та автором духовних творів. Його авторитет серед духовенства і віруючих зростає настільки, що він стає неофіційним політичним та духовним лідером Північної Африки. На прохання Софронія у 633 році їздить з проповідями до Олександрії.

### Боротьба з єрессю монофелітизму
В час перебування Максима у Карфагені, суперечки довкола монофелітської єресі та розуміння взаємодії між божественною та людською природою в особі Христа розгорнулись з новою силою. Вчення монофелітизму було компромісом між традиційною дуофізитською християнською доктриною про дві природи в особі Христа із монофізитською єрессю про лише одну божественну природу. Монофеліти дотримувався визначення про дві природи, але стверджували наявність в особі Христа лише однієї волі — божественної. (грец. μόνος — одна, θέλημα — воля).

Мініатюра XIV ст. із зображенням тортур над прп. Максимом

Позицію монофелітизму зайняли константинопольський патріарх Сергій I та друг Максима і його наступник на місці настоятеля монастиря у Хризополі — Пірр, який після смерті Сергія був обраний патріархом. Однак, в силу політичних обставин, Пірр був зміщений із патріаршества та відправився у вигнання до Північної Африки, де провів публічні диспути з Максимом Ісповідником, в результаті яких зрозумів свої помилки, відмовився від монофілетизму та разом із Максимом у 645 р. відплив до Риму (згодом із зміною ситуації у столиці імперії повернувся до Константинополя та попередніх поглядів).
Перебуваючи у Римі, Максим взяв участь у скликаному папою Мартином I в 649 р. соборі, на якому 105 єпископів засудили вчення монофелізму і піддали анафемі його захисників.

### Мучеництво та заслання
Через чотири роки, тут же у Римі, папа Мартин та Максим були арештовані як зрадники за наказом імператора — монофеліта Констанса II та піддані тортурам. Папа незадовго після цього помер, а Максим був доставлений в Константинополь де 658 року постав перед судом оскаржуваний у єресі. На допитах він говорив: «Я думаю не про об'єднання чи роз'єднання римлян і греків, а про те, щоб не відступати від правдивої віри». Засланий у Фракію, він продовжував антимонофелітську діяльність.
У 662 році та був знову повернений в Константинополь де повторно підданий суду як єретик. Під час тортур йому відрізали язик — щоб він не міг надалі проповідувати і відсікли праву руку — щоб він не міг надалі писати.
Після цього, преподобного зіслали до Колхіди (нині Західна Грузія), де його кинули у темницю фортеці Шемарум в якій він і помер 13 серпня 663 року за юліанським календарем. Існує давня традиція пов'язувати місце смерті преподобного із фортецею Муріс-Ціхе у містечку Цаґері, де досі існує присв'ячений йому монастир.

### Визнання
Разом з папою Мартином I, Максима була виправдано на Третьому Константинопольському соборі (VI Вселенський Собор, 680-681), який проголосив, що у Христі була і людська і божественна воля. Цим самим монофелітство було остаточно визнано єрессю, а Максим посмертно визнаний невинним за всіма пунктами звинувачення проти нього. Шанування його святості почалось майже відразу після смерті, а виправдання його богословських позицій зробили Максима надзвичайно популярним у першого ж наступного покоління. Перекази говорять про численні чудеса і зцілення, які відбувались на його могилі.

## Богословська спадщина
Преподобний Максим Ісповідник залишив велике богослівське насліддя: тлумачення важких місць Священого Писання, пояснення молитов, коментарі до творів інших отців Церкви, пояснення богослуження, диспути, трактати і листи. Він був одним з видатних християнських містиків, які продовжували традицію Діонісія Ареопагіта. Основні ідеї його вчення пов'язані з таємницею Боговтілення, яке відбулося заради обоження людської природи. Бог втілився не тільки тому, що людина згрішила, але тому, що обоження Адама входило в предвічний задум Божественного Домобудівництва. Ці основоположні погляди не дозволили Максиму Ісповіднику миритися з христологією монофелітства, котре відступало від вчення про Боголюдськість.
До чільних праць Максима Ісповідника належать його «Питання та відповіді» (626), «Запитання до Талласія» (близько 630), «Запитання до Феопемпта Схоластика», «Тлумачення на 59-й псалом» і «Тлумачення на Молитву Господню». Ці тлумачення відчутно обумовлені традицією олександрійської школи, з її алегоричним та символічним характером, де слова Писання служили відправною точкою для піднесеного богослов'я.
Говорив що неуцтво є коренем всіх зол.

### Максим Ісповідник про тріаду категорій «сутність, сила, діяльність»
Чільне місце в його спадщині займає розкриття категорій «сутності, сили та діяльності».
Максим Ісповідник пише: «Сутність і природа тотожні, оскільки обидва позначають загальне та універсальне». Поняття «dynamis» в межах даної тріади означає, скоріше, не потенційний стан, а здатність і силу щось здійснювати. «Здатність є із сутності і в сутності» — зазначає Максим Ісповідник. Поняття «energeia» означає власну актуалізацію сутнісної сили, адже «сама здатність має діяльність». Але це не автоматичний перехід здатності в діяльність, адже діє, власне, носій сутності, якому належить ця сутність. Максим Ісповідник підкреслює, що «енергія не є наслідком однієї здатності без імпульсу (rope) свого власника». До Максима Ісповідника тріада категорій «сутність, сила, діяльність» зустрічається у Ямвліха, Прокла, Діонісія Ареопагіта. В коментарі до Діонісія тріада ускладнюється до тетрактіди: «сутність, здатність, властивість, діяльність». Додається поняття «hexis», філософське значення якого — властивість, стан, навичка та якість. Властивість — це конкретизація здатності, і вони відрізняються між собою подібно до того, як здатність вогню горіти, а властивість вогню — нагрівати чи опікати. Енергія — це здійснення здатності, а значить, здійснення і властивостей.
З іншого боку, ця тріада може спрощуватись до категоріальної пари «сутність — енергія». Енергія є онтологічним «виявом сутності». Максим Ісповідник пише: «Істинним виявом сутності є природно належна їй здатність. Не було б відступом від істини назвати її (цю здатність) природною дією (physike energeia)…». Таким чином, виявленням сутності є і її здатність і її енергія як реалізація здатності. Тому можна спрощувати тріаду, коли йдеться про енергію як вияв сутності. Щодо Бога, то таке зведення тріади до категоріальної пари «сутність — енергія» просто необхідне, тому що в Богові не має окремо здатностей, які були б потенціями. В Богові всі здатності — енергійні, актуальні.
Іноді Максим Ісповідник додає до тетрактиди п'ятий елемент, підкреслюючи, що енергія знаходить свій вияв у конкретних справах (erga).
Щодо іпостасі, Максим Ісповідник дає стисле формулювання: «Іпостась є сутність з відмінними властивостями»

### Теорія Божествених ідей
Максим Ісповідник будує теорію божественних ідей, розділяючи логоси (ідеї-енергії) відповідно до тих видів буття, які пізнавані нами. Первинним видом логосів є «надрозумові логоси, які належать самому Божеству». Ці логоси «безмежно віддалені від будь-якого тварного єства», тобто абсолютно трансцендентні. Вони непізнаванні для людини, «оскільки природа сущих не має якоїсь можливості володіти сприймаючим зв'язком з ними». Максим Ісповідник називає їх «неосягненними думками, властивими Божеству». Ми через неосяжність цих логосів не можемо знати всю їх безконечну множину. Однак ми знаємо, що серед логосів існують логоси сутностей сущих, тотожні з логосами існування. У складі цих логосів сущих необхідно виділяти окремо логоси ноуменальних сущих і логоси чуттєвих сущих, які є основоположеннями та законами цих видів буття. Логоси сущих мають ряд найважливіших функцій: 1) вони творять і визначають сутності сущих; 2) приєднують до сутностей існування; 3) визначають прихід сущих у буття (генезис сущих); 4) спричиняють все знання і всю доброчесність.
Преподобний Максим Ісповідник говорив, що рай на землі можливий тоді, коли рай буде в кожній людині.

## Свята на честь Святого Максима Ісповідника
Пам'ять прп. Максима відзначається 21 січня та перенесення мощей 13 серпня.

## Цитати
| Неможна допомагати єретикам в утвердженні їх безумних вірувань, тут треба бути різким і непримиримим. Бо я не називаю любов'ю, але людиноненавистництвом і відпадіння від Божественної любові те, коли хто-небудь утверджує єретиків в їх заблудженнях на їх неминучу погибель. |
| Страх Божий є двоякий: один постає через погрозу карою, породжуючи поміркованість, терпеливість, уповання на Господа, безпристрасність, а з неї — любов. Інший страх — пов'язаний із самою любов'ю, привносить в душу благоговіння, аби вона від дерзновення любові не стала нехтувати Бога. Страх є чистий і нечистий. Страх, що його спричинили прогрішення та очікування мук, — нечистий, бо породжений усвідомленням свого переступу і він минущий, адже відходить разом із відпущенням гріха через покаяння. А страх, який і без цього боязкого хвилювання, спричиненого гріхами, завжди присутній в душі, є чистий і не відійде ніколи. Він якось співвластивий Богові, немов данина, принесена від імені сотворіння, виявляючи притаманне всім благоговіння перед Його величчю, яка вища від будь-якого царства і сили. |